# Blauwe Ajah
De Blauwe Ajah is in de boekenserie Het Rad des Tijds, geschreven door Robert Jordan, een van de zeven Ajahs van de Aes Sedai in Tar Valon. De Blauwe Ajah ziet zich als zoekster naar recht en gerechtigheid.
Na het afzetten van Siuan Sanche als Amyrlin Zetel door een groep onder leiding van Elaida do Avriny a'Roihan (zelf van de Rode Ajah) vlucht de Blauwe Ajah uit de Toren weg en groepeert zich in het dorpje Salidar in Altara. Daar vormt de Blauwe Ajah weldra de kern van het verzet tegen Elaida.
Nadat de belegering van Tar Valon door de Salidar Aes Sedai is begonnen verklaart Elaido de Blauwe Ajah voor opgeheven. Blauwe zusters ergeren zich hier aan, hoewel het voor hun rebellie geen gevolgen heeft.